# Biofortificación

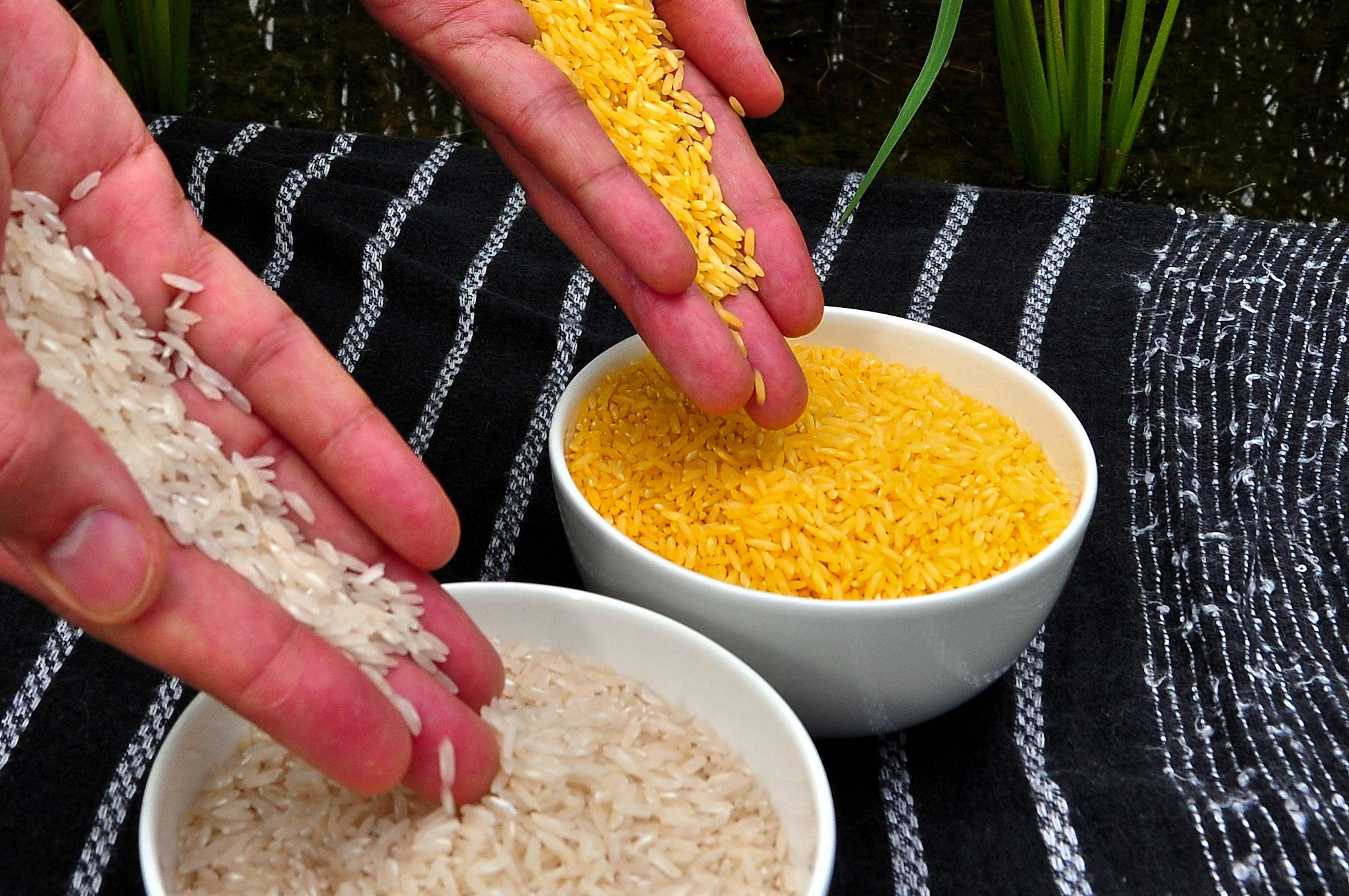
El bol lejano en el lado derecho contiene Arroz Dorado, un ejemplo de biofortification utilizando ingeniería genética. El color dorado de los granos proviene del aumentó de cantidades de beta-carotene.

Biofortificación es la idea de mejorar cultivos para aumentar su valor nutricional. Esto puede ser hecho a través del mejoramiento convencional o usando ingeniería genética para generar cultivos transgénicos. La biofortificación se distingue de la fortificación tradicional porque está enfocada en lograr que los alimentos sembrados sean más nutritivos desde la semilla en lugar de enfocarse en añadir sustancias a los productos cuando son procesados por la industria.
Esto supone una ventaja sobre la fortificación tradicional cuando se intenta proveer más vitaminas y minerales a sectores rurales de bajos recursos pues estos últimos rara vez tiene el acceso a productos de alimentación comercialmente fortificados. Como tal, la biofortificación es vista como una estrategia próxima para tratar con las carencias de micronutrientes en los sectores en vías de desarrollo. En el caso del hierro, WHO estimó que la biofortificación podría ser una de las estrategias para curar a las 2 mil millones de personas que carecen de hierro y que por consecuencia padecen anemia. 

## Metodología
Las plantas son mejoradas utilizando dos métodos principales:

### Selección artificial
Este método de planta se usa para los criadores de plantas que buscan la semilla o el Banco de germoplasma para  encontrar las variedades existentes de las cosechas que son naturalmente altas en sustancias nutritivas. Ellos cruzan estas altas variedades nutritivas con las altas variedades que ceden de cosechas, que provee de una semilla de altas prestaciones para aumentar el valor alimenticio. Las cosechas deben ser criadas con las cantidades suficientes de sustancias nutritivas para tener un impacto positivo sobre la salud humana. Como tal, deben ser desarrolladas con la participación de los nutricionistas que estudian el consumismo de la cosecha mejorada para poder absorber las sustancias nutritivas suplementarias, y el grado al cual el almacenaje, el tratamiento, y la cocina de las cosechas pueden afectar sus niveles de nutrientes disponibles.
Este método actualmente, es el más rápido, más barato, y menos problemático genéticamente para la ingeniería de cosechas. Por ejemplo, Harvest Plus, es  una organización no gubernamental basada principalmente en el desarrollo de cosechas de biofortificación y usa técnicas de cría convencionales, y aún no ha gastado más del 15 % de su presupuesto de investigación sobre cosechas genéticamente modificadas cuando métodos convencionales fallan en encontrar exigencias alimenticias.

### Modificación genética
La modificación genética ¨Arroz de Oro¨ es un ejemplo de una cosecha de gemación desarrollada para su valor alimenticio. La última versión de Arroz De oro contiene genes de una bacteria de suelo común Erwinia y maíz, también contiene los niveles aumentados de beta-carotene que puede ser convertida por el cuerpo en la vitamina A. El Arroz De oro está siendo desarrollado como un nuevo modo potencial de atacar la deficiencia de vitamina A.

## Usos

### Países en vía de desarrollo
La deficiencia de varios micronutrientes, incluyendo la vitamina A , el zinc, y hierro; es común en el mundo en desarrollo y afecta a miles de millones de personas. Se estima que 1 de cada 3 personas sufre de este padecimiento. Esto puede ocasionar, entre otros síntomas, una incidencia más alta de ceguera, un sistema inmunitario débil, bajo peso y altura y un desarrollo cognitivo pobre. Las personas de bajos recursos, particularmente la población rural, tiende a subsistir exclusivamente de una dieta de cultivos de básicos como arroz, trigo y maíz, los cuales tienen baja la concentración de estos micronutrientes y, la mayoría, no pueden pagar o cultivar eficientemente bastantes frutas, vegetales o los productos de carne necesarios para obtener los niveles óptimos de estos nutrientes. Como tal, aumentando los niveles micro-nutritivos en las cosechas puede ayudar a prevenir y reducir las carencias micro-nutritivas 
En una prueba en Mozambique, comiendo papas biofortificadas con la beta-carotene redujo en 24% el índice de deficiencia de vitamina A en niños.
 .
La búsqueda en cuanto a esta solución está siendo emprendida internacionalmente, con esfuerzos actuales importantes en Brasil, China e India.

### Mundo desarrollado
Investigadores de la Universidad de Warwick han buscado maneras de aumentar los niveles de selenio bajos en granos británicos, y han trabajado para ayudar a desarrollar un grano que pueda ser utilizado para hacer pan biofortificado con selenio. [cita requerida]

## Problemas
Algunas personas, aunque no están en contra de la biofortificación en si, son críticos de los alimentos genéticamente modificados, incluyendo los biofortificados como el arroz dorado.
Ocasionalmente suele haber dificultades en conseguir que los alimentos biofortificados sean aceptados, sobre todo cuando tienen características diferentes a sus contrapartes no alteradas. Por ejemplo, las comidas adicionadas con vitamina A suelen ser de color amarillo o naranja oscuro – esto por ejemplo es problemático para muchos en África, donde el arroz blanco es comido por humanos y el arroz amarillo es negativamente asociado con la alimentación animal o la ayuda alimentaria, o donde la papa blanca es preferida en contraste con su contraparte naranja. Algunas cualidades pueden ser relativamente sencillas de mitigar o eliminar de los cultivos biofortificados según sea la demanda del consumidor, mientras que otras no pueden ser erradicadas.
Dado el caso , hay que tomarse el cuidado de convencer a los campesinos y consumidores que el cultivo biofortificado vale la pena sembrarse y consumirse. Esto puede ser hecho a través de mejorar las cualidades de cultivo, por ejemplo haciendo que la papa naranja madure más rápido que su contraparte blanca ordinaria y así pueda ser llevada al mercado de forma más eficiente. Lo También puede ser hecho a través de la educación de salud pública, haciendo que los beneficios de comer alimentos biofortificados sean notables para los consumidores. Las pruebas sugieren que el los consumidores del sector rural "consumirán cultivos biofortificados si son claros los beneficios de estos aun si cambia el color de los mismos ”. Mientras que otros micronutrients como el zinc o el hierro pueden ser añadidos a cultivos sin cambiar su gusto o aspecto, algunos investigadores enfatizan la importancia de asegurar que los consumidores no crean que su comida ha sido alterada sin su autorización o conocimiento.
Algunos han criticado programas de biofortifición porque ellos pueden impulsar " la remota simplificación de dietas humanas y sistemas de alimentos, es una estrategia que apunta para concentrar más sustancias nutritivas en pocos productos de alimentación que pueden contribuir más lejos a la simplificación de dietas sin ser demasiada la  dependencia de hidratos de carbono. Esto puede parecer irresponsable, como la falta de acceso a una dieta diversa y equilibrada y es la causa principal de desnutrición que implica la diversificación de productos de alimentación en el mundo en desarrollo. Los abogados de biofortificación aceptan esto como una estrategia a largo plazo, pero advierten que la diversidad de dieta considerablemente creciente tomará muchas décadas y mil millones de dólares y que la biofortificacion podría ser una estrategia eficaz para ayudar a reducir la desnutrición de micronutrientes.